# Circonscription électorale de La Corogne
Ne doit pas être confondu avec Circonscription autonomique de La Corogne.
La circonscription électorale de La Corogne est l'une des cinquante-deux circonscriptions électorales espagnoles utilisées comme divisions électorales pour les élections générales espagnoles.
Elle correspond géographiquement à la province de La Corogne.

## Historique
Elle est instaurée en 1977 par la loi pour la réforme politique puis confirmée avec la promulgation de la Constitution espagnole qui précise à l'article 68 alinéa 2 que chaque province constitue une circonscription électorale.

## Congrès des députés

### Synthèse
|             |       | 1977 | 1979 | 1982 | 1986 | 1989 | 1993 | 1996 | 2000 | 2004 | 2008 | 2011 | 2015 | 2016 | 04/19 | 11/19 | 2023 |
| ----------- | ----- | ---- | ---- | ---- | ---- | ---- | ---- | ---- | ---- | ---- | ---- | ---- | ---- | ---- | ----- | ----- | ---- |
| UCD         |       | 6    | 6    | 1    |      |      |      |      |      |      |      |      |      |      |       |       |      |
| AP & alliés |       | 1    | 1    | 4    | 4    |      |      |      |      |      |      |      |      |      |       |       |      |
| CDS         |       |      |      |      | 1    | 1    |      |      |      |      |      |      |      |      |       |       |      |
| PSOE        |       | 2    | 2    | 4    | 4    | 4    | 4    | 3    | 2    | 4    | 3    | 2    | 2    | 2    | 3     | 3     | 2    |
| PP          |       |      |      |      |      | 4    | 5    | 5    | 5    | 4    | 4    | 5    | 3    | 4    | 3     | 3     | 4    |
| BNG         |       |      |      |      |      |      |      | 1    | 2    | 1    | 1    | 1    |      |      |       | 1     | 1    |
| Cs          |       |      |      |      |      |      |      |      |      |      |      |      | 1    |      | 1     |       |      |
| En Marea    |       |      |      |      |      |      |      |      |      |      |      |      | 2    | 2    |       |       |      |
| UP          |       |      |      |      |      |      |      |      |      |      |      |      |      |      | 1     | 1     |      |
| Sumar       |       |      |      |      |      |      |      |      |      |      |      |      |      |      |       |       | 1    |
|             |       |      |      |      |      |      |      |      |      |      |      |      |      |      |       |       |      |
| Total       | Total | 9    | 9    | 9    | 9    | 9    | 9    | 9    | 9    | 9    | 8    | 8    | 8    | 8    | 8     | 8     | 8    |

### 1977
| Parti | Parti | Députés |
| ----- | ----- | --- |
| UCD   |       | José Manuel Couceiro Taboada, José Luis Meilán Gil, José Manuel Piñeiro Amigo, Antonio Vázquez Guillén, Nona Inés Vilariño Salgado, Perfecto Yebra Martul-Ortega |
| PSOE  |       | Andrés Eguíbar Rivas, Francisco Vázquez |
| AP    |       | María Victoria Fernández-España |

### 1979
| Parti | Parti | Députés |
| ----- | ----- | --- |
| UCD   |       | José Luis Meilán Gil, José Manuel Piñeiro Amigo, Juan Quintas Seoane, Antonio Vázquez Guillén, Nona Inés Vilariño Salgado, Perfecto Yebra Martul-Ortega |
| PSOE  |       | Francisco Vázquez, José Luis Rodríguez Pardo |
| AP    |       | María Victoria Fernández-España |

- Francisco Vázquez est remplacé en février 1981 par Jesús Salvador Fernández Moreda.

### 1982
| Parti  | Parti | Députés |
| ------ | ----- | --- |
| PSOE   |       | Abel Caballero, Jesús Salvador Fernández Moreda, Ángel Manuel Teijeiro Fraga, Francisco Vázquez                  |
| AP-PDP |       | Emilio Durán Corsanego, María Victoria Fernández-España, José Manuel Romay, José Antonio Trillo López-Mancisidor |
| UCD    |       | Fernando García Agudín                                                                                           |

### 1986
| Parti | Parti | Députés                                                                                            |
| ----- | ----- | -------------------------------------------------------------------------------------------------- |
| PSOE  |       | Jesús Díaz Fornás, Jesús Salvador Fernández Moreda, Ángel Manuel Teijeiro Fraga, Francisco Vázquez |
| CP    |       | Manuel Eiris Cabeza, José Manuel Romay, José Antonio Trillo López-Mancisidor, José Ignacio Wert    |
| CDS   |       | José María Rioboo Almanzor                                                                         |

- José Ignacio Wert est remplacé en septembre 1987 par Ángel José López Guerrero.

### 1989
| Parti | Parti | Députés                                                                                            |
| ----- | ----- | -------------------------------------------------------------------------------------------------- |
| PSOE  |       | Jesús Díaz Fornás, Jesús Salvador Fernández Moreda, Ángel Manuel Teijeiro Fraga, Francisco Vázquez |
| PP    |       | Manuel Eiris Cabeza, Arsenio Fernández de Mesa Díaz del Río, José Manuel Romay, María Jesús Sáinz  |
| CDS   |       | José Antonio Souto Paz                                                                             |

- José Manuel Romay est remplacé en février 1990 par Antonio Gómez Vázquez.
- Manuel Eiris Cabeza est remplacé en octobre 1992 par Belén María do Campo Piñeiro.

### 1993
| Parti | Parti | Députés |
| ----- | ----- | --- |
| PP    |       | Belén María do Campo Piñeiro, Augusto Joaquín César Lendoiro, Arsenio Fernández de Mesa Díaz del Río, María Jesús Sáinz, Antonio Gómez Vázquez |
| PSOE  |       | Manuel Couce Pereiro, Xerardo Denis Felipe Estévez Fernández, Francisco Vázquez, Jesús Salvador Fernández Moreda                               |

- Augusto Joaquín César Lendoiro est remplacé en septembre 1995 par Hipólito Fariñas Sobrino.
- Xerardo Denis Felipe Estévez Fernández est remplacé en septembre 1995 par Jesús Díaz Fornás.
- Antonio Gómez Vázquez est remplacé en septembre 1995 par Jesús Manuel Pérez Corgos.

### 1996
| Parti | Parti | Députés |
| ----- | ----- | --- |
| PP    |       | Arsenio Fernández de Mesa Díaz del Río, José María Hernández Cochón, Jesús Manuel Pérez Corgos, Jaime Rodríguez-Arana Muñoz, María Jesús Sáinz |
| PSOE  |       | Carmen Marón Beltrán, Emilio Pérez Touriño, Francisco Vázquez                                                                                  |
| BNG   |       | Francisco Rodríguez Sánchez |

- José María Hernández Cochón est remplacé en mai 1996 par Hipólito Fariñas Sobrino.
- Jaime Rodríguez-Arana Muñoz est remplacé en mai 1996 par María Fernanda Faraldo Botana.
- Emilio Pérez-Touriño est remplacé en octobre 1997 par Bonifacio Borreiros Fernández.

### 2000
| Parti | Parti | Députés |
| ----- | ----- | --- |
| PP    |       | Hipólito Fariñas Sobrino, Arsenio Fernández de Mesa Díaz del Río, Jesús Manuel Pérez Corgos, José Manuel Romay, María Jesús Sáinz |
| PSOE  |       | Manuel Ceferino Díaz Díaz, Carmen Marón Beltrán                                                                                   |
| BNG   |       | Francisco Rodríguez Sánchez, Carlos Ignacio Aymerich Cano                                                                         |

- José Manuel Romay est remplacé en février 2003 par María Reyes Carabel Pedreira.
- Arsenio Fernández de Mesa Díaz del Río est remplacé en mai 2000 par María Fernanda Faraldo Botana.

### 2004
| Parti | Parti | Députés |
| ----- | ----- | --- |
| PSOE  |       | Francisco Xavier Carro Garrote, María Esther Couto Rivas, Manuel Ceferino Díaz Díaz, Carmen Marón Beltrán             |
| PP    |       | Antonio Erias Rey, Arsenio Fernández de Mesa Díaz del Río, José Domingo Cirpriano Oreiro Rodríguez, María Jesús Sáinz |
| BNG   |       | Francisco Rodríguez Sánchez                                                                                           |

### 2008
| Parti | Parti | Députés |
| ----- | ----- | --- |
| PP    |       | Antonio Erias Rey, Gerardo Jesús Conde Roa, Arsenio Fernández de Mesa Díaz del Río, Belén María do Campo Piñeiro |
| PSOE  |       | César Antonio Molina, Carmen Marón Beltrán, Manuel Ceferino Díaz Díaz                                            |
| BNG   |       | Francisco Jorquera                                                                                               |

- César Antonio Molina (PSOE) est remplacé en septembre 2009 par Francisco Xavier Carro Garrote.
- Gerardo Conde (PP) est remplacé en septembre 2010 par María Ángeles Vázquez Mejuto.
- Belén do Campo (PP) est remplacée en juin 2011 par María Asunción Torres Parada.

### 2011
| Parti | Parti | Députés |
| ----- | ----- | --- |
| PP    |       | Antonio Erias Rey, Marta González Vázquez, Arsenio Fernández de Mesa Díaz del Río, Tristana Moraleja, Juan de Dios Ruano Gómez |
| PSOE  |       | Francisco Caamaño, Miguel Ángel Cortizo Nieto                                                                                  |
| BNG   |       | Francisco Jorquera |

- Francisco Caamaño est remplacé en décembre 2012 par María Paloma Rodríguez Vázquez.
- Antonio Erias est remplacé en octobre 2014 par Margarita Varela Lema.
- Arsenio Fernández de Mesa est remplacé en janvier 2012 par Antonio Pérez Insua.
- Francisco Jorquera est remplacé en octobre 2012 par Rosana Pérez Fernández.

### 2015
| Parti    | Parti | Députés                                                                     |
| -------- | ----- | --------------------------------------------------------------------------- |
| PP       |       | Miguel Lorenzo Torres, Marta González Vázquez, Juan Manuel Juncal Rodríguez |
| PSOE     |       | Pilar Cancela, Ricardo Antonio García Mira                                  |
| En Marea |       | Antonio Gómez-Reino, Yolanda Díaz                                           |
| Cs       |       | Antonio Rodríguez Vázquez                                                   |

### 2016
| Parti    | Parti | Députés                                                                                              |
| -------- | ----- | --- |
| PP       |       | Miguel Lorenzo Torres, Marta González Vázquez, Juan Manuel Juncal Rodríguez, Tristana Moraleja Gómez |
| En Marea |       | Antonio Gómez-Reino, Yolanda Díaz                                                                    |
| PSOE     |       | Pilar Cancela, Ricardo Antonio García Mira                                                           |

### Avril 2019
| Parti | Parti | Députés                                                                     |
| ----- | ----- | --------------------------------------------------------------------------- |
| PSOE  |       | Pilar Cancela, Pablo Arangüena Fernández, María Montserrat García Chavarría |
| PP    |       | Marta González Vázquez, Tristana Moraleja, María Valentina Martínez Ferro   |
| UP    |       | Antonio Gómez-Reino                                                         |
| Cs    |       | Marta Rivera de la Cruz                                                     |

- Marta Rivera (Cs) est remplacée en août 2019 par María Vilas Liñares.

### Novembre 2019
| Parti | Parti | Députés                                                                     |
| ----- | ----- | --------------------------------------------------------------------------- |
| PP    |       | Marta González Vázquez, Tristana Moraleja, María Valentina Martínez Ferro   |
| PSOE  |       | Pilar Cancela, Pablo Arangüena Fernández, María Montserrat García Chavarría |
| UP    |       | Antonio Gómez-Reino                                                         |
| BNG   |       | Néstor Rego Candamil                                                        |

- Pablo Arangüena (PSOE) est remplacé en mars 2020 par Diego Antonio Taibo Monelos.
- Pilar Cancela (PSOE) est remplacée en septembre 2021 par Natividad González Laso.

### 2023
| Parti | Parti | Députés                                                                                       |
| ----- | ----- | --------------------------------------------------------------------------------------------- |
| PP    |       | Miguel Ángel Tellado Filgueira, Marta González Vázquez, Tristana Moraleja, Álvaro Pérez López |
| PSOE  |       | José Manuel Miñones, Obdulia Taboadela Álvarez                                                |
| Sumar |       | Marta Lois                                                                                    |
| BNG   |       | Néstor Rego Candamil                                                                          |

- Marta Lois (Sumar) est remplacée le 6 février 2024 par José Manuel Lago Peñas.
- José Manuel Miñones (PSOE) est remplacé le 23 avril 2024 par María Montserrat García Chavarría.

## Sénat

### Synthèse
|             |       | 1977 | 1979 | 1982 | 1986 | 1989 | 1993 | 1996 | 2000 | 2004 | 2008 | 2011 | 2015 | 2016 | 04/19 | 11/19 | 2023 |
| ----------- | ----- | ---- | ---- | ---- | ---- | ---- | ---- | ---- | ---- | ---- | ---- | ---- | ---- | ---- | ----- | ----- | ---- |
| SE          |       | 1    |      |      |      |      |      |      |      |      |      |      |      |      |       |       |      |
| UCD         |       | 3    | 3    |      |      |      |      |      |      |      |      |      |      |      |       |       |      |
| AP & alliés |       |      |      | 1    | 1    |      |      |      |      |      |      |      |      |      |       |       |      |
| PSOE        |       |      | 1    | 3    | 3    | 1    | 1    | 1    | 1    | 1    | 1    | 1    |      | 1    | 3     | 1     | 1    |
| PP          |       |      |      |      |      | 3    | 3    | 3    | 3    | 3    | 3    | 3    | 3    | 3    | 1     | 3     | 3    |
| Podemos     |       |      |      |      |      |      |      |      |      |      |      |      | 1    |      |       |       |      |
|             |       |      |      |      |      |      |      |      |      |      |      |      |      |      |       |       |      |
| Total       | Total | 4    | 4    | 4    | 4    | 4    | 4    | 4    | 4    | 4    | 4    | 4    | 4    | 4    | 4     | 4     | 4    |

### 1977
| Parti | Parti | Sénateurs                                                                                     |
| ----- | ----- | --------------------------------------------------------------------------------------------- |
| UCD   |       | José Baldomero Fernández Calviño, Juan Antonio Graíño Amarelle, José María David Suárez Núñez |
| CDG   |       | Manuel Iglesias Corral                                                                        |

### 1979
| Parti | Parti | Sénateurs                                                                                       |
| ----- | ----- | ----------------------------------------------------------------------------------------------- |
| UCD   |       | Carlos Blanco-Rajoy Martínez-Reboredo, José Baldomero Fernández Calviño, Manuel Iglesias Corral |
| PSOE  |       | Antonio Carro Fernández-Valmayor                                                                |

### 1982
| Parti  | Parti | Sénateurs                                                                         |
| ------ | ----- | --------------------------------------------------------------------------------- |
| PSOE   |       | Manuel Jaime Barreiro Gil, Joaquín Campoamor Rodríguez, José Luis Rodríguez Pardo |
| AP-PDP |       | Carlos Blanco-Rajoy Martínez-Reboredo                                             |

### 1986
| Parti | Parti | Sénateurs                                                                      |
| ----- | ----- | ------------------------------------------------------------------------------ |
| PSOE  |       | Manuel Jaime Barreiro Gil, José Luis Rodríguez Pardo, Enrique Teijeiro Sanjuán |
| CP    |       | Enrique Marfany Oanes                                                          |

### 1989
| Parti | Parti | Sénateurs                                                                     |
| ----- | ----- | ----------------------------------------------------------------------------- |
| PP    |       | Augusto Joaquín César Lendoiro, Margarita López Pardo, Ricardo Pérez Queiruga |
| PSOE  |       | Manuel Jaime Barreiro Gil                                                     |

- Augusto Joaquín César Lendoiro est remplacé en février 1990 par Álvaro Antonio Someso Salvadores.

### 1993
| Parti | Parti | Sénateurs                                                                        |
| ----- | ----- | -------------------------------------------------------------------------------- |
| PP    |       | Juan Blanco Rouco, José María Hernández Cochón, Álvaro Antonio Someso Salvadores |
| PSOE  |       | Manuel Jaime Barreiro Gil                                                        |

- Juan Blanco Rouco est remplacé en septembre 1995 par Leopoldo Rubido Ramonde.

### 1996
| Parti | Parti | Sénateurs                                                                               |
| ----- | ----- | --------------------------------------------------------------------------------------- |
| PP    |       | Belén María do Campo Piñeiro, Leopoldo Rubido Ramonde, Álvaro Antonio Someso Salvadores |
| PSOE  |       | Jesús Salvador Fernández Moreda                                                         |

### 2000
| Parti | Parti | Sénateurs                                                                   |
| ----- | ----- | --------------------------------------------------------------------------- |
| PP    |       | Belén María do Campo Piñeiro, Miguel Ramón Pampín Rúa, Ramón Rodríguez Ares |
| PSOE  |       | Francisco Vázquez                                                           |

### 2004
| Parti | Parti | Sénateurs                                                                    |
| ----- | ----- | ---------------------------------------------------------------------------- |
| PP    |       | Belén María do Campo Piñeiro, Evaristo Nogueira Pol, Miguel Ramón Pampín Rúa |
| PSOE  |       | Francisco Vázquez                                                            |

- Francisco Vázquez est remplacé en avril 2006 par Javier Losada.

### 2008
| Parti | Parti | Sénateurs                                                                 |
| ----- | ----- | ------------------------------------------------------------------------- |
| PP    |       | Juan Manuel Juncal Rodríguez, María Jesús Sáinz, José Luis Torres Colomer |
| PSOE  |       | Javier Losada                                                             |

### 2011
| Parti | Parti | Sénateurs                                                                 |
| ----- | ----- | ------------------------------------------------------------------------- |
| PP    |       | Juan Manuel Juncal Rodríguez, José Luis Torres Colomer, María Jesús Sáinz |
| PSOE  |       | Javier Losada                                                             |

### 2015
| Parti | Parti | Sénateurs                                                             |
| ----- | ----- | --------------------------------------------------------------------- |
| PP    |       | Paula Prado del Río, María Aparicio Calzada, José Luis Torres Colomer |
| EM    |       | José Manuel García Buitrón                                            |

### 2016
| Parti | Parti | Sénateurs                                                             |
| ----- | ----- | --------------------------------------------------------------------- |
| PP    |       | Paula Prado del Río, María Aparicio Calzada, José Luis Torres Colomer |
| PSOE  |       | Ángel Manuel Mato Escalona                                            |

- Paula Prado del Río est remplacée en octobre 2016 par José Ángel Rodríguez Prieto.

### Avril 2019
| Parti | Parti | Sénateurs                                                              |
| ----- | ----- | ---------------------------------------------------------------------- |
| PSOE  |       | Antonio Vázquez Lorenzo, Obdulia Taboadela Álvarez, Julio Barros Casal |
| PP    |       | Miguel Lorenzo Torres                                                  |

### Novembre 2019
| Parti | Parti | Sénateurs                                                                        |
| ----- | ----- | -------------------------------------------------------------------------------- |
| PP    |       | Miguel Lorenzo Torres, Juan Manuel Juncal Rodríguez, Verónica María Casal Míguez |
| PSOE  |       | Antonio Vázquez Lorenzo                                                          |

- Antonio Vázquez (PSOE) est remplacé en novembre 2021 par Manuel Mirás Franqueira.

### 2023
| Parti | Parti | Sénateurs                                                                       |
| ----- | ----- | ------------------------------------------------------------------------------- |
| PP    |       | Rosa María Gallego Neira, Verónica María Casal Míguez, Manuel Santos Ruiz Rivas |
| PSOE  |       | José Antonio Sánchez Bugallo                                                    |